# مزار پیر سنگی
مزار پیر سنگی مربوط به دوره پهلوی است و در شهرستان تربت حیدریه، دامنه ارتفاعات جنوبی شهر کدکن واقع شده و این اثر در تاریخ ۲۴ اسفند ۱۳۸۴ با شمارهٔ ثبت ۱۵۲۶۸ به‌عنوان یکی از آثار ملی ایران به ثبت رسیده‌است.